# Castello di San Vitale Baganza
Das Castello di San Vitale Baganza, auch Torrione genannt, ist eine mittelalterliche Burg in San Vitale Baganza, einem Ortsteil von Sala Baganza in der italienischen Region Emilia-Romagna.

## Geschichte

Wappen der Sanvitales

Der Zeitpunkt der Errichtung der Burg ist unbekannt und es gibt nur wenige Zeugnisse ihrer Geschichte.
1142 schließlich gehörten die Pfarrei San Vitale und die kleine Siedlung der Abtei San Giovanni Evangelista in Parma. 1144 bestätigte Papst Lucius II. dem Abt des Klosters die Rechte an all seinen Besitzungen, darunter auch „Castrum Sancti Vitalis cum Ecclesia et Curte“.
Später fiel die Rechtsprechung über die Burg erst an die Stadt Parma und dann an die Rossis, die auch Lehensnehmer von Monte Palero und Neviano waren. Ein Zweig dieser illustren Familie war 1453 Eigentümer der Burg.
Später – wann genau, weiß man nicht – übernahmen die Sanvitales, die Grafen von Sala Baganza, die der Sage nach genau aus San Vitale Baganza stammten, das Lehen. Die Familie behielt die Burg bis 1612, als Graf Alfonso Sanvitale gefangen genommen und zusammen mit zahlreichen anderen Adligen aus dem Gebiet Parma wegen Verrats zum Nachteil des Herzogs von Parma, Ranuccio I. Farnese, verurteilt wurde; dieser konfiszierte all ihre Besitzungen.
Die Burg, die später an einen Privatmann verkauft wurde, wurde beim Erdbeben am 23. Dezember 2008 beschädigt und für unbewohnbar erklärt.

## Beschreibung

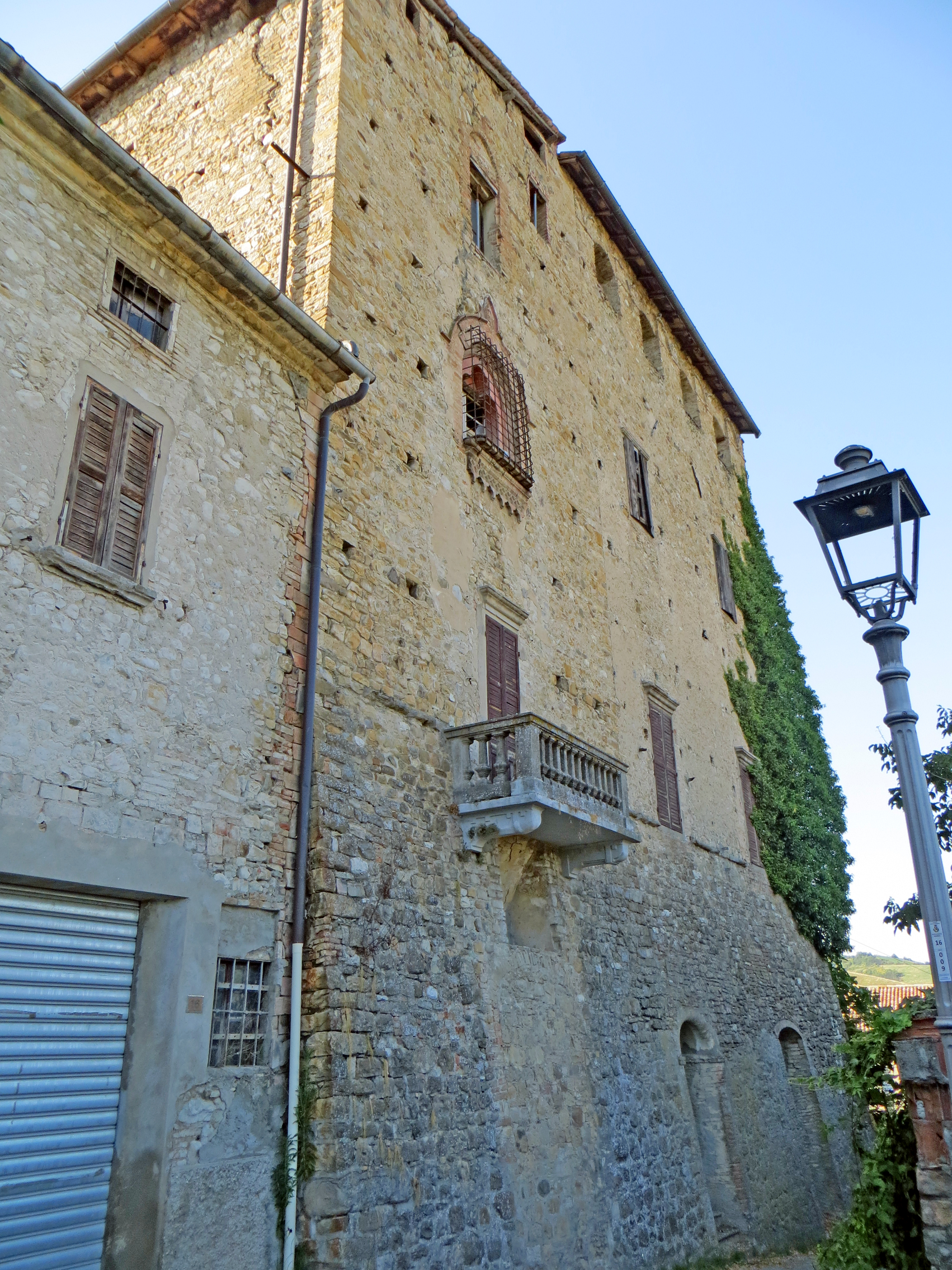
Hauptbaukörper

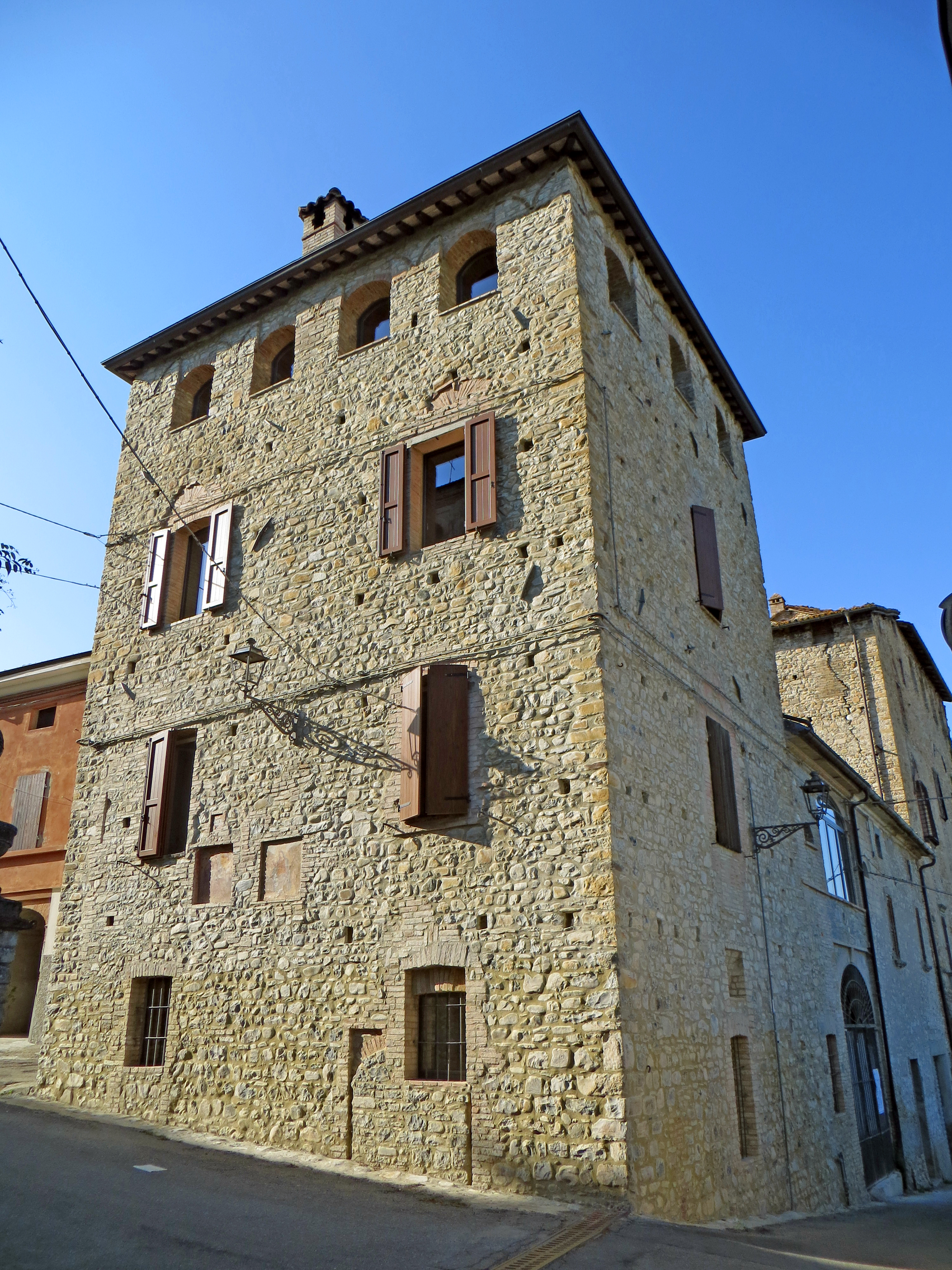
Bergfried

Die Burg, die in ihrer heutigen Form aus dem 13. oder 14. Jahrhundert stammt, wenn sie auch über die Jahrhunderte verändert und verstümmelt wurde, hat einen fast rechteckigen Grundriss, parallel zur schmalen, hügeligen Straße der kleinen, historischen Siedlung. Die ersten Stockwerke des Bergfrieds auf der Südseite, verbunden mit einem mittleren Baukörper weiter unten, und das hohe Hauptgebäude auf der Nordseite, in dessen Nachbarschaft sich das sogenannte „Casa dell’Opera“, das zur selben Zeit wie die Burg entstand, erhebt, sind fast unbeschädigt erhalten.
Die Burg, die vollständig aus Stein, gemischt mit etwas Ziegelfüllung, besteht, ist durch eine kleine, rechteckige Nische in der südlichen Mauer des großen Turms gekennzeichnet, die ein Fresko aus dem 17. oder 18. Jahrhundert enthält, auf dem eine Madonna abgebildet ist. Im zweiten Obergeschoss des nördlichen Baukörpers mit einer Maueranschrägung im Erdgeschoss ist ein wertvolles Dreiblattbogenfenster aus dem 15. Jahrhundert zur Ostseite hin mit Blick auf das Val Baganza erhalten. Die Fensteröffnung ist durch einen sehr reichen Spitzbogenrahmen aus Terrakotta begrenzt, aus dem in der Mitte, am Schlussstein, ein Halbrelief hervorsticht, das den springenden Löwen, das Wappen der Rossis, zeigt. Oben an der Fassade erkennt man noch die alten Zinnen, auch wenn sie verschlossen und mit dem Dach überdeckt sind.
Das „Casa dell’Opera“ (dt.: Opernhaus) ist ebenfalls aus Stein gebaut und durch ein Fenster mit Spitzbogenrahmen gekennzeichnet, das reich mit wertvollen Intarsien aus Terrakotta verziert ist.